# 崔志萬
崔志萬（英語：Ji-man Choi；1991年5月19日—）是韓國仁川廣域市出身的職業棒球選手，擔任一壘手，目前效力於紐約大都會，先前曾效力過天使、洋基、釀酒人、光芒、海盜與教士等隊。他曾是韓國棒球代表隊U12及U18的成員。

## 職業生涯

### 西雅圖水手
2009年，西雅圖水手隊以110萬美金簽約金簽下崔志萬，開啟了他的小聯盟生涯。

### 洛杉磯天使
2015年的規則五選秀，洛杉磯天使隊選進了崔志萬。隔年他進入天使隊的開季名單，並於4月5日登上大聯盟。5月11日，天使隊將他指定派遣。5月15日，崔志萬接受了3A下放權。7月9日，因為C·J·克隆受傷，崔志萬再度登上大聯盟。7月19日，他擊出大聯盟首轟。該年12月23日，他遭到天使隊第2次指定派遣，而這次球隊是直接將他釋出。

### 紐約洋基
崔志萬被天使隊釋出後，與紐約洋基隊簽下小聯盟合約，並獲邀參加春訓。春訓結束後，他並沒有升上大聯盟，而是待在3A。
2017年7月4日，洋基將崔志萬拉上大聯盟。穿上條紋球衣的首戰，他就擊出了全壘打。7月19日，他被洋基隊指定派遣。7月23日被下放到3A。

### 密爾瓦基釀酒人
2018年1月15日，崔志萬與密爾瓦基釀酒人隊簽下小聯盟合約。3月28日，釀酒人隊正式買下他，並將他放進開季名單內。崔志萬被下放到3A一段時間後，在5月18日重返大聯盟。面對明尼蘇達雙城隊時，他首次以指定打擊身分上場，而且首打席就敲出全壘打。
2018年6月9日，他敲出釀酒人該季首發滿貫砲。

### 坦帕灣光芒
雖然崔志萬在釀酒人隊敲出滿貫砲，不過在隔天就被交易到坦帕灣光芒隊，換來Brad Miller。2018年6月11日，光芒隊將他拉上大聯盟。該年他在光芒隊出賽49場，繳出打擊率2成69、全壘打8支、打點27分的成績。2019年球季，崔志萬出賽127場，繳出打擊率2成61、全壘打19支、打點63分的成績。
2020年7月26日，崔志萬首次以左右開弓的身份上場打擊，結果他第一次用右打打擊就敲出全壘打。
崔在美國職棒世界大賽第2戰對道奇隊賽事敲出安打、跑回本壘得分，成為首名在世界大賽踩到本壘板的韓國人。

### 匹茲堡海盜
2022年11月11日，崔志萬被坦帕灣光芒交易到匹茲堡海盜。

## 職棒生涯成績
| 年度 | 球隊   | 場次 | 打席 | 打數 | 得分 | 安打 | 二壘打 | 三壘打 | 全壘打 | 打點 | 盜壘 | 四壞 | 三振 | 打擊率 | 上壘率 | 長打率 |
| 2016 | 天使   | 54   | 129  | 112  | 9    | 19   | 4      | 0      | 5      | 12   | 2    | 16   | 27   | 0.170  | 0.271  | 0.339  |
| 2017 | 洋基   | 6    | 18   | 15   | 2    | 4    | 1      | 0      | 2      | 5    | 0    | 2    | 5    | 0.267  | 0.333  | 0.733  |
| 2018 | 釀酒人 | 12   | 32   | 30   | 4    | 7    | 2      | 0      | 2      | 5    | 0    | 2    | 14   | 0.233  | 0.281  | 0.500  |
| 2018 | 光芒   | 49   | 189  | 160  | 21   | 43   | 12     | 1      | 8      | 27   | 2    | 24   | 41   | 0.269  | 0.370  | 0.506  |
| 2018 | 合計   | 61   | 221  | 190  | 25   | 50   | 14     | 1      | 10     | 32   | 2    | 26   | 55   | 0.263  | 0.357  | 0.505  |
| 2019 | 光芒   | 127  | 487  | 410  | 54   | 107  | 20     | 2      | 19     | 63   | 2    | 64   | 108  | 0.261  | 0.363  | 0.459  |
| 2020 | 光芒   | 42   | 145  | 122  | 16   | 28   | 13     | 0      | 3      | 16   | 0    | 20   | 36   | 0.230  | 0.331  | 0.410  |
| 5年  | 5年    | 290  | 1000 | 849  | 106  | 208  | 52     | 3      | 39     | 128  | 6    | 128  | 231  | 0.245  | 0.345  | 0.451  |

## 外部連結
- 崔志萬在美國職棒官網（英语）
- 崔志萬在澳洲職棒官網（英语）
- 崔志萬在Baseball-Reference.com（大聯盟）（英语）
- 崔志萬在Baseball-Reference.com（小聯盟以及海外聯盟）（英语）
- 崔志萬在ESPN（MLB）（英语）
- 崔志萬在FanGraphs.com（英语）
- 崔志萬在Retrosheet（英语）
- 崔志萬在The Baseball Cube（英语）
- 崔志萬在台灣棒球維基館上的頁面（繁體中文）